# قطعنامه ۴۰۳ شورای امنیت
قطعنامه ۴۰۳ شورای امنیت سازمان ملل متحد که در تاریخ ۱۴ ژانویه ۱۹۷۷ تصویب شد، سندی بین‌المللی دربارهٔ بوتسوانا-رودزیای جنوبی است. این قطعنامه طی نشست ۱٬۹۸۵ام با ۱۳ موافق، ۰ مخالف و ۲ ممتنع تصویب شد.